# Église Saint-Wulphy de Montreuil-sur-Mer
L'église Saint-Wulphy de Montreuil-sur-Mer est une ancienne église catholique située à Montreuil-sur-Mer, dans le département du Pas-de-Calais (région Hauts-de-France). Elle a perdu sa vocation cultuelle à la Révolution française. 

## Localisation
L'ancienne église Saint-Austreberte est sise place des Carmes.

## Historique
La campagne de construction de l'église Saint-Wulphy se déroule au XVe siècle et XVIe siècle.
Elle est propriété de la commune.

## Protection
Elle fait l’objet d’une inscription au titre des monuments historiques depuis le 27 décembre 1974.

## Pour approfondir